# Красный (Усть-Лабинский район)
Красный, Красное — хутор в Усть-Лабинском районе Краснодарского края России. Входит в состав Александровского сельского поселения.

## География
Хутор расположен на левом берегу Кубани, в 7 км к северо-западу от центра сельского поселения — хутора Александровского. Непосредственно западнее хутора Красный расположен хутор Неелинский, в 2 км восточнее — хутор Новониколаевка.
Улицы
- ул. Красная,
- ул. Кубанская,
- ул. Степная,
- ул. Школьная[4].

## Население
| 2002 | 2010 |
| ---- | ---- |
| 631  | ↘536 |